# Минжилкиев, Булат Абдуллаевич
Булат Абдуллаевич Минжилкиев (кирг. Болот Миңжылкыев; 23 апреля 1940, Фрунзе — 16 августа 1997, Санкт-Петербург) — советский, киргизский и российский оперный певец (бас), педагог. Народный артист СССР (1976). Лауреат Государственной премии СССР (1985) и премии Ленинского комсомола (1975).

## Биография
Родился 23 апреля (по другим источникам — 24 апреля) 1940 года во Фрунзе (по другим источникам — в селе Тору-Айгыр, Иссык-Кульский район, Иссык-Кульская область, Киргизская ССР).
После окончания средней школы в 1957 году поступил в вокально-хоровую студию при Кыргызском театре оперы и балета им. А. Малдыбаева, затем был направлен в Узбекскую консерваторию (Ташкент), которую окончил в 1966 году (педагоги В. И. Казанская и Н. И. Калинкова). Во время учёбы был стажёром Узбекского театра оперы и балета им. А.Навои
С 1966 года — солист Киргизского театра оперы и балета им. А. Малдыбаева.
В 1968—1971 годах стажировался в театре «Ла Скала» (Италия). Занимался в классе постановки голоса у Дженнаро Барра и Артуро Мерлини. Оперные партии разучивал под руководством Энрико Пиацца и Ренато Пасторино.
Гастролировал в ведущих оперных театрах (Болгария, Польша, Венгрия, Югославия, ГДР, Чехословакия, Западный Берлин, ФРГ, Швеция, Сирия, Иордания, Вьетнам, Лаос, Япония, КНДР), а также по городам СССР.
В 1975 году с труппой Большого театра принимал участие в гастролях на сцене «Метрополитен-опера» в США.

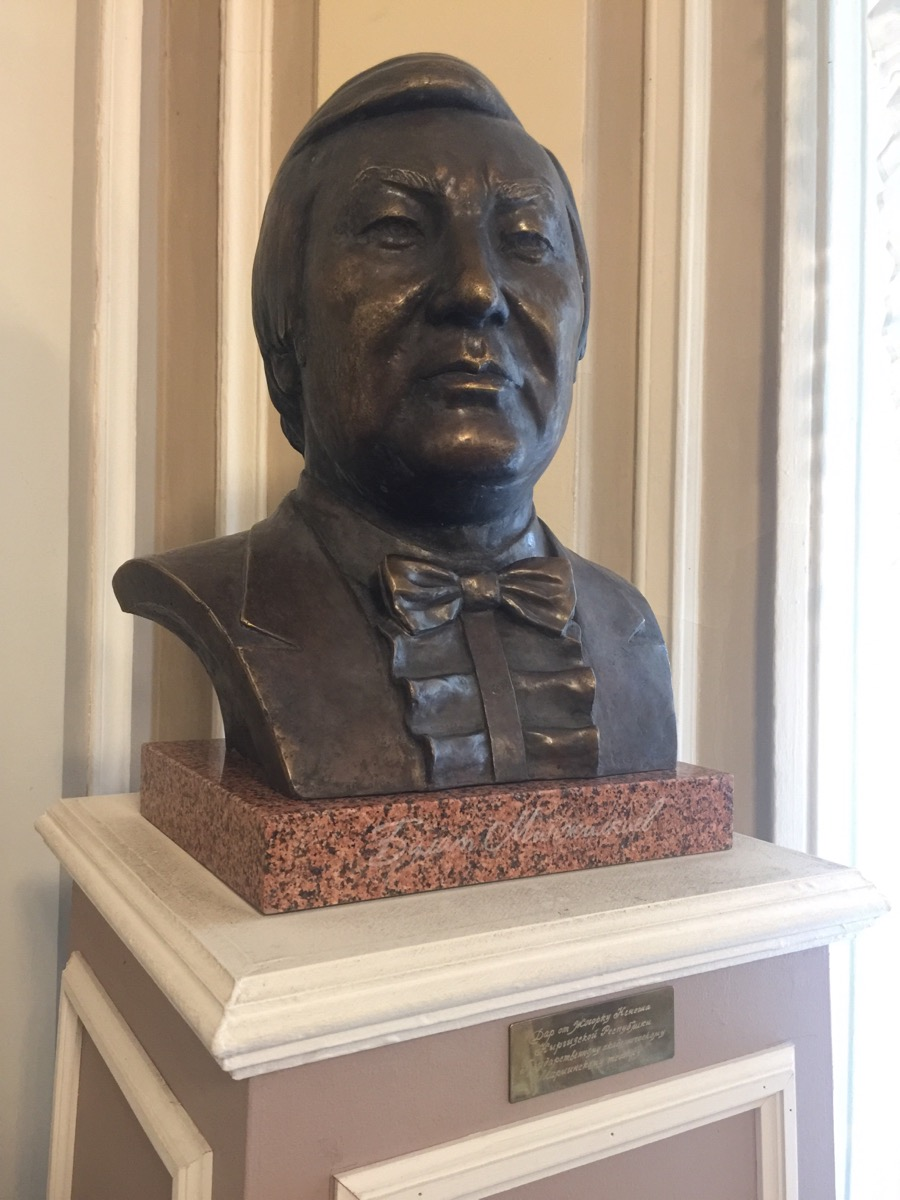
Бюст в Мариинском театре

Занимался концертной деятельностью. Камерный репертуар включал арии из опер, зарубежную и русскую вокальную классику, кыргызские и русские народные песни, романсы.
На сцене Киргизского театра оперы и балета им, как режиссёр, поставил оперу Дж. Пуччини «Богема».
С 1972 года преподавал в Киргизском институте искусств им. Б. Бейшеналиевой на кафедре сольного пения. С 1979 года — доцент, с 1983 — заведующий кафедры, с 1986 — профессор.
С 1989 года — солист Ленинградского театр оперы и балета им. С. М. Кирова (ныне Мариинский театр).
Депутат Верховного Совета СССР 10-го созыва. Депутат Верховного Совета Киргизской ССР 9-го созыва
Скончался 16 августа 1997 года в Санкт-Петербурге. Похоронен в Бишкеке на Ала-Арчинском кладбище.

### Семья
- Супруга — Рейна Нурманбетовна Чокоева (р. 1938), балерина, профессор. Народная артистка Киргизской ССР (1967).
- Сын — Мирад Булатович Минжилкиев (1962—2005), кинорежиссёр-постановщик, писатель.
- Сноха — Азиза Умаровна Минжилкиева (р. 1960), балерина. Заслуженная артистка Кыргызской Республики
- Внучка — Айжан Мирадовна Минжилкиева

## Награды и звания
- Лауреат Международного конкурса вокалистов в Тулузе (2-я премия, 1971)
- Лауреат Международного конкурса молодых оперных певцов в Софии (1-я премия, 1973)
- Заслуженный артист Киргизской ССР (1971)
- Народный артист Киргизской ССР (1973)[3]
- Народный артист СССР (1976)
- Государственная премия СССР (1985) — за концертные программы 1981—1984 годов
- Премия Ленинского комсомола (1975) — за концертные программы 1974—1975 годов
- Государственная премия Киргизской ССР имени Токтогула Сатылганова (1976)
- Премия Ленинского комсомола Киргизской ССР (1972)
- Памятная золотая медаль «Манас-1000» (1995)[5]
- Медаль им. К. Поповой (1973).
- Номинация «Грэмми» за лучшую запись в области оперы (1995)[6]

## Партии
- 1965 — «Свадьба Фигаро» В. Моцарта — Фигаро
- 1965 — «Алеко» С. Рахманинова — Алеко
- 1965 — «Пан воевода» Н. Римского-Корсакова — Воевода
- 1965 — «Царская невеста» Н. Римского-Корсакова — Собакин
- 1965 — «Евгений Онегин» П. Чайковского — Гремин
- 1966 — «Борис Годунов» М. Мусоргского — Пимен
- 1966 — «Обручение в монастыре» С. Прокофьева — Мендоза
- 1967 — «Неизвестный солдат» («Брестская крепость») К. Молчанова — Командир
- 1967 — «Манас» В. Власовыа, В. Фере и А. Малдыбаева — Корнубай
- 1967 — «Фауст» Ш. Гуно — Мефистофель
- 1967 — «Аида» Дж. Верди — Рамфис
- 1968 — «Риголетто» Дж. Верди — Монтероне
- 1968 — «Русалка» А. Даргомыжского — Мельник
- 1972 — «Борис Годунов» М. Мусоргского — Борис Годунов
- 1973 — «Лакме» Л. Делиба — Нилаканта
- 1974 — «Зори здесь тихие» К. Молчанова — Васков
- 1974 — «Кармен» Ж. Бизе — Эскамилио
- 1975 — «Июньская ночь» П. Хаджиева — полковник Боляров
- 1977 — «Пётр Первый» А. Петрова — Пётр Первый
- 1978 — «Мефистофель» А. Бойто — Мефистофель
- 1979 — «Дон Карлос» Дж. Верди — Филипп II
- 1984 — «Михаил Фрунзе» В. Власова — Фрунзе
- 1986 — «Севильский цирюльник» Дж. Россини — Дон Базилио
- 1986 — «Айчурек» («Лунная красавица») В. Власова, В. Фере, А. Малдыбаева — Семетей
- 1987 — «Князь Игорь» А. Бородина — Князь Игорь
- 1989 — «Хованщина» М. Мусоргского — Хованский
- 1989 — «Князь Игорь» А. Бородина — Кончак
- «Псковитянка» Н. Римского-Корсакова — Иван Грозный
- «Война и мир» С. Прокофьева — Кутузов
- «Садко» Н. Римского-Корсакова — Варяжский гость
- «Катерина Измайлова» Д. Шостаковича — Борис Тимофеевич
- «Саламбо» М. Мусоргского — Мато
- «Пиковая дама» П. Чайковского — Томский
- «Любовный напиток» Г. Доницетти — Дулькамара
- «Огненный ангел» С. Прокофьева — Инквизитор
- «Мазепа» П. Чайковского — Кочубей
- «Руслан и Людмила» М. Глинки
- Симфония № 13 Д. Шостаковича — басовая партия
- «Магнификат» И. Баха — басовая партия
- «Реквием» Дж. Верди — басовая партия

## Фильмография
- 1973 — «Поёт Булат Минжилкиев» (телефильм)

## Дискография
- 2 диска — гиганта «Поет Булат Минжилкиев»
- Borodin: Prince Igor. 1993
- Mussorgsky: Khovanshchina. 1992
- The Art of Valery Gergiev: Maestro. 2006